# Саман

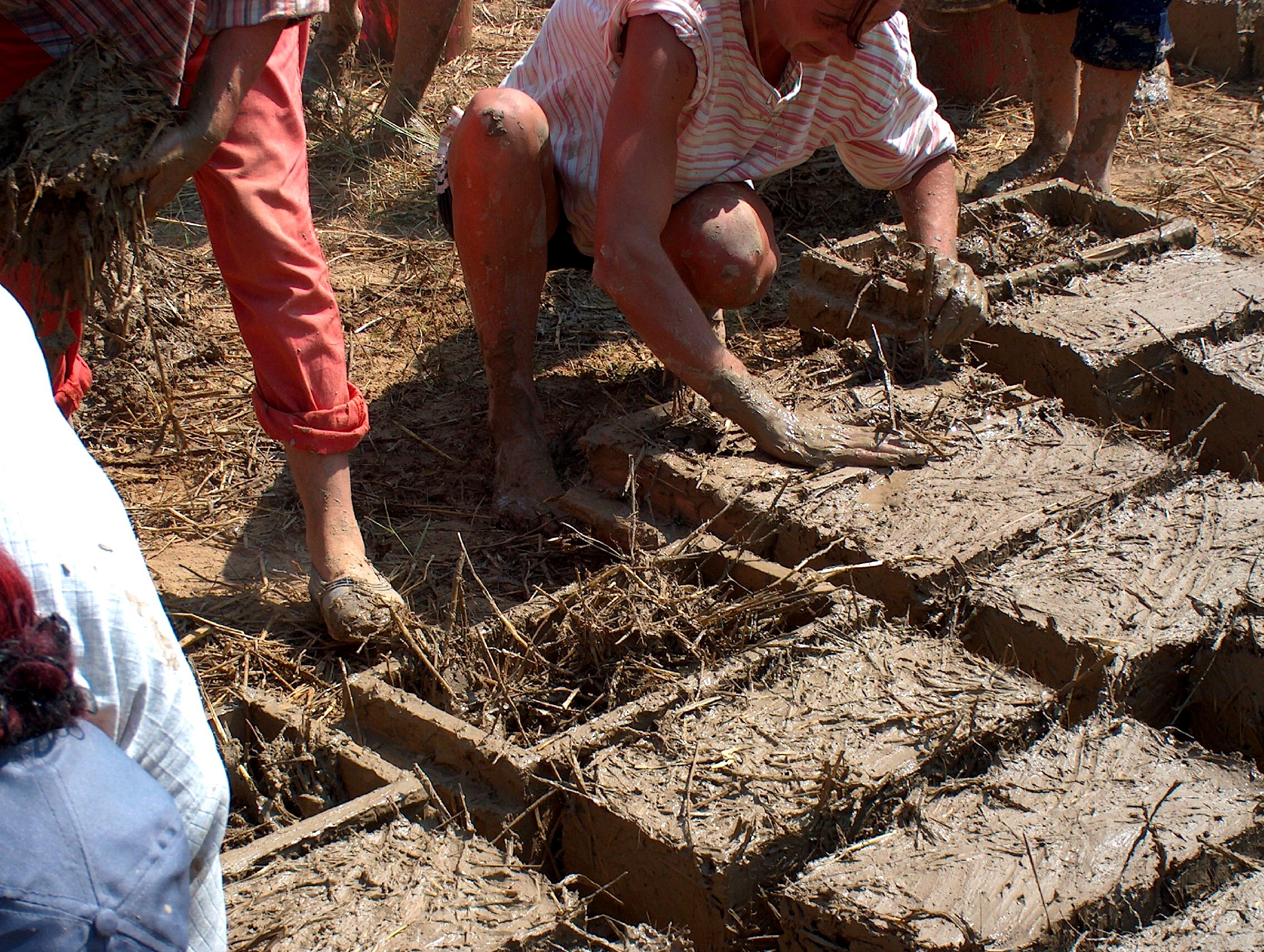

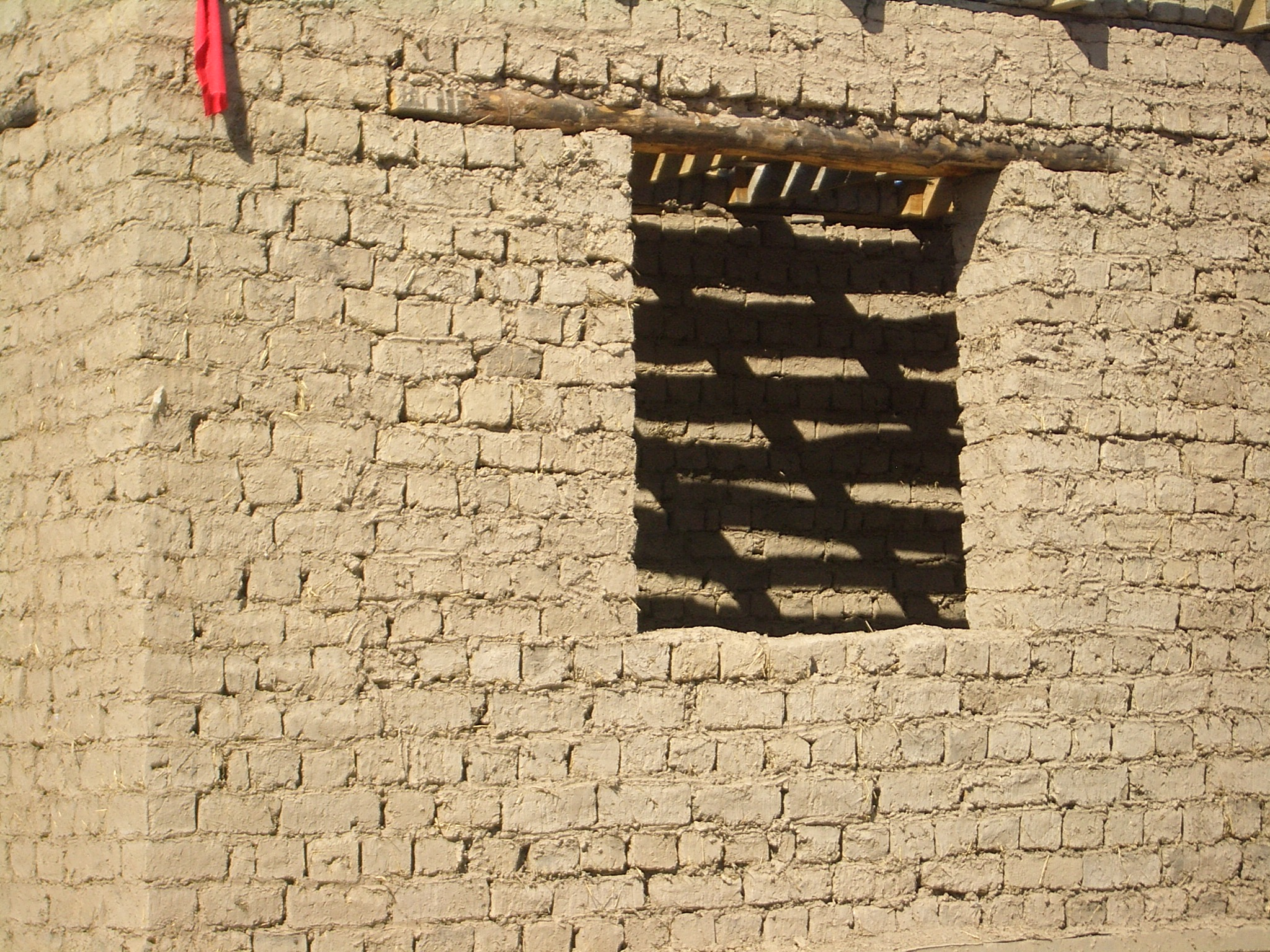
Будинок з саману в Киргизстані

Сама́н, вальок або адобе (ісп. adobe < араб. ат-туб), або лимпа́ч (рідко лампа́ч), калиб[джерело?] — будівельний стіновий матеріал, що являє собою невипалену цеглу із суміші глини, соломи та піску.

## У світі
Був широко поширений в будівництві житла народів світу, особливо в степових і гірських районах. В Україні поширена назва «саман» (від тюрк. саман — «солома»). Зокрема з саману будували традиційні українські мазанки та хати-землянки на Півдні України.
Глинобитні стіни й обмазування глиною саманових споруд подекуди існують і дотепер. Нині саман застосовується головним чином у країнах Азії, на Північному Кавказі для будівництва малоповерхових споруд. Так само житло селян високогір'я Південної Америки (кечуа, аймара та ін.) переважно з адобів (саману).
Межа міцності на стиснення саману і цегли-сирцю (у висушеному вигляді) коливається від 10 до 50 кГ/см² і близький за міцністю з газо- і пінобетонами марки 600 (межа міцності 25–40 кГ/см²).

## В Україні
Подібна технологія будівництва була досить поширена і в Україні, зокрема, саме так влаштовували вельми поширені колись мазанки. Стіни могли складати або з грудок змішаної з соломою глини («вальків») або обмазувати цим матеріалом плетені стіни; ці операції були відомі як «валькування».